# Herrschaft Freudenberg
Die reichsunmittelbare Herrschaft Freudenberg war ab 1250 vollständig im Besitz der Freudenberger und wurde nach dem Verkauf 1594 Pfalz-Neuburg einverleibt.

## Gebiet
Die Herrschaft Freudenberg umfasste in etwa das Gebiet der heutigen politischen Gemeinde Freudenberg, die dem Amt Freudenberg nachgegangen war, sowie zwei Exklaven, die eine um Gut und Hofmark Rupprechtstein sowie Neukirchen bei Sulzbach-Rosenberg und die andere um Burg und Ort Paulsdorf. Dabei wurde der Besitz der Herrschaft von 1422 bis 1594 von den Freudenbergern ständig erweitert.

## Geschichte

### Freudenberger
Das ab 1250 auftauchende Geschlecht der Freudenberger scheint von der Familie Paulsdorf abzustammen, da sich die Besitzverhältnisse beider Familien überschneiden, so wird 1252 ein Albertus von Freudenberg als Besitzer einer Burg im ehemaligen Paulsdorf’schen Ort Freudenberg. 1422 erhielten die Freudenberger unter Albrecht (vermutlich der IV.), Landrichter zu Amberg, auf ihren Besitz die Hochgerichtsbarkeit, den Wildbann und das Bergregal. Durch das Beitreten des Löwlerbundes und dem damit verbundenen Aufbegehren gegen den bayrischen Herzog Albrecht IV erklärten die Löwlerritter dem Herzog die Fehde. Da der Löwlerbund schon vor einer möglichen Belagerung durch den Bayernherzog aufgelöst wurde, entstanden weder militärische Schäden an den Vesten der Brüder Ulrich und Hans-Fabian noch wirtschaftliche Verwüstung der in ihrem Besitz befindlichen Eisenhämmer.
Von 1432 bis 1504 konnten die Freudenberger ihren Besitz um Gut und Schloss Woffenbach bei Neumarkt erweitern. Bereits ein Jahr später konnte Hans Christoph I., Landrichter zu Burglengenfeld, die Burg Grünsburg bei Nürnberg käuflich erwerben und für seine Familie konsolidieren. Doch im Jahre 1481 sah sich der oben genannte am Löwleraufstand beteiligte Hans Fabian aus finanzieller Not gezwungen die Burg Grünsberg zu veräußern. Bis 1594 gab es keine territorialen Abtretungen oder Erwerbungen. 1594 verkaufte der letzte Freudenberger Hans II., nachdem sein älterer Bruder Hans Friedrich von Neukrichen und Rupprechtstein ein Jahr zuvor gestorben war, die reichsfreie Herrschaft Freudenberg zunächst an die Paulsdorfer, die den, nach der Verwüstung 1621 durch bayrische Truppen, verlustbringenden Besitz um Freudenberg an die pfälzischen Fürsten in Amberg verkauften.

### Pfälzische Wittelsbacher
Nachdem die Fürsten von Pfalz-Neuburg schon die Hälfte der Herrschaft von den Paulsdorfern erworben hatten, gelang es ihnen, die Herrschaft 1622 vollständig in ihren Besitz zu bringen. Unter ihnen wurde Freudenberg zum Amt und Hochgerichtsbezirk, doch das im 16. Jahrhundert erbaute Schloss von Freudenberg verfiel immer mehr. Der reichsfreie Status der Herrschaft als Reichslehen blieb bis zum Ende des Heiligen Römischen Reichs 1806 erhalten. Schließlich wurde die Herrschaft offiziell in das Königreich Bayern eingegliedert.

## Liste der Herrscher
- Albertus von Freudenberg, (1252)
- von 1252 bis 1422 weitgehend unbekannt
- Albrecht von Freudenberg, Landrichter zu Amberg, (1422–1424)
- Hans Christoph von Freudenberg, Richter und Pfleger von Burglengenfeld, (1424–1446)
- Ulrich und Hanns Fabian von Freudenberg, (1446–1507??)
- Adam von Freudenberg, Gilg zum Rupprechtstein (Adelsprädikat), (1507–1522)
- Hanns Freudenberger von Neukirchen und Rupprechtstein, (1522–1568)
- Hans Friedrich von Freudenberg, geb. Freudenberg, (1568–1594)
- Hans Niklas von Paulsdorf, (1594–1622)

Weiter entspricht die Liste der Herrscher von Pfalz-Neuburg, dem Kurfürstentum Bayern und später dem Königreich Bayern.